# Eventyr På Hærvejen
Eventyr på Hærvejen er et dansk drama og historisk portræt skrevet af Robert Fisker og udgivet i 1979. Bogen er oprindeligt udgivet under titlen Sønderud og Hjem og er fra 1946. Sidenhen er den blevet bearbejdet i hhv. 1957, 1965 og 1979.

## Handling
Året er cirka 1870. På Mors arbejder den 15-årige Morten som karl på Sundgaarden. Han er søn af Morten Kruse, gårdens tidligere ejer, der blev rig af at handle med stude men senere tabte alle sine penge på en enkelt drift og endte med at være meget syg af gigt. Derfor er gården nu solgt til Mads Bruun og Mortens familie bor under meget beskedne forhold. Morten er besat af tanken om at købe Sundgaarden tilbage til sin familie og drømmer derfor meget om at blive studedriver, eftersom han med det arbejde vil kunne spare penge op og med tiden begynde at handle på egen hånd.
Bruuns sekundant, den dovne og ondskabsfulde Mikkel, er hele tiden på nakken af Morten, fordi dennes far var meget efter Mikkel i sin tid som herremand. Dog får Mikkel (til Mortens undren) overtalt Mads Bruun til, at Morten skal avancere til en af gårdens studedrivere, som hvert år driver stude sydpå til markedet i Husum i Tyskland. I det tidlige forår begynder studedriften at marchere mod syd. Ved Sallingsund-færgen møder Morten Lars "Pot", en 17-årig studedriver, og de bliver hurtigt venner. Under rejsen sydpå bliver det klart, hvorfor Mikkel gerne ville have Morten med som driver, idet han hele tiden er på udkig efter muligheder for at være på nakken af Morten. Bl.a. bliver Morten sat på som en af nattevagterne ved studene den første nat på turen, en ting der ellers er uhørt for helt nye drivere. Den erfarne og noget ældre driver "Halte"-Rasmus kommer dog gentagne gange Morten til hjælp, og ham tør Mikkel ikke lægge sig ud med. 
Morten overværer en nat en samtale mellem Mikkel og en mystisk fremmed, hvorunder de bl.a. taler om et drab ved Immervad Bro. Morten synes, det lyder, som om de planlægger en forbrydelse, men Mikkel siger til den fremmede, at han ikke vil være med. Morten er bagefter i tvivl, om Mikkel har fået mistanke til ham. Under en nattevagt et par dage senere fortæller Halte-Rasmus Lars og Morten om, at han en gang overværede en kræmmer, der blev overfaldet og myrdet på Immervad Bro. Han fortæller også, at han er sikker på, at der var to gerningsmænd og ikke kun én, hvilket ellers er den gængse fortælling. Morten bliver nervøs, fordi Mikkel og den fremmede har nævnt stedet og talt om et drab.
Et par nætter senere overværer Morten endnu et møde mellem Mikkel og den fremmede, hvor de igen taler om et røveri, og den fremmede, som viser sig at hedde Sigvart, truer Mikkel for at få ham til at være med. Bagefter er Mikkel tæt på at overraske Morten, som panisk må finde på en undskyldning for, hvorfor han er vågen.
Længere sydpå bliver Morten og Lars Pot udvalgt til at være blandt de drivere, der skal hjælpe med at smugle stude over Skodborg Å, hvor den tyske grænse lå den gang. Smuglingen lykkes og driften fortsætter. Efter ankomst i Husum, hvor Mads Bruun får solgt sine stude til en god pris, sætter Morten sig til at spise i kroen, da Mikkel og Sigvart kommer ind og sætter sig hos ham. Pludselig er Mikkel utroligt venlig overfor Morten, og det samme er Sigvart. De drikker Morten fuld, og han kommer til at prale med, hvad han ved om drabet på Immervad Bro. Derfor lokker Mikkel og Sigvart ham ud af byen, hvorefter de forsøger at drukne ham i en dyb grøft, men Lars Pot har set dem og er fulgt efter dem, og det lykkes ham at redde Morten, efter de to forbrydere er gået tilbage mod byen.

Morten fortæller ham næste dag om Mikkel og Sigvarts samtaler, og Lars kommer frem til, at det må være Mads Bruun, som de to banditter har tænkt sig at overfalde på hans vej op gennem Jylland med de mange penge fra studehandlerne. Lars får arrangeret, at han og Morten skal køre vognen med pengene hjem, mens Mads Bruun rider i forvejen. Selvom de to tager sig i agt på turen, lykkes det Mikkel og Sigvart at få forgiftet deres ene hest nord for Holstebro, og Morten må blive på heden for at bevogte pengene, mens Lars rider til Volling på den anden hest for at købe en ny. Morten skjuler sig selv og pengene og overværer endnu en samtale mellem Mikkel og Sigvart, der dukker op for at søge efter byttet. De finder den døde hest og aftaler at lægge sig på lur og vente på, at Morten og Lars kommer tilbage med en frisk hest, men det lykkes derefter Morten at krybe væk og advare Lars, inden han når frem til stedet, hvor Mikkel og Sigvart ligger på lur. De lægger en plan, og det lykkes Morten at krybe tilbage og ligge klar i nærheden af stedet. Da Sigvart - bevæbnet med en pistol - stopper Lars, lykkes det Morten at overmande Sigvart bagfra vha. sin lange driver-pisk. Mikkel dukker op kort efter og tror, at det er Sigvart, der står med ryggen til og holder Lars i skak. Han bliver chokeret, da han finder ud af, at Morten stadig er i live og nu står og peger på ham med Sigvarts pistol. De to røvere bliver afleveret til politiet, og Morten returnerer til Mors for at deltage i flere studedrifter sydpå - fuld af oplevelser, erfaring og mod - og en hel del klogere på livet.

## Årstallet
Det oplyses aldrig i bogen, hvilket år der er tale om, og der gives kun meget få ledetråde, der kan præcisere årstallet for fortællingen nærmere. Der er dog enkelte oplysninger, der kan fastsætte årstallet rimeligt nøjagtigt.
- I en kro på vej mod Husum sidder en "gammel driver med hvidt skæg", som kan fortælle om, at han var karl, "da Napoleons soldater stak ild på Koldinghus". En gruppe spanske lejesoldater kom til at sætte ild til Koldinghus i 1808, da de fyrede for voldsomt i kaminerne. Da driveren er blevet en gammel mand, og man ofte allerede var "karl" som teenager, ville første bud på årstallet være omkring 1850 - 1860.

- Senere i bogen ankommer de til Skodborg Å (nu om dage kendt som Kongeåen), hvor der skal betales told. Dette betyder, at den tyske grænse den gang lå ved Skodborg (beliggende nogenlunde midt mellem Kolding og Esbjerg), noget der først gjorde sig gældende efter det danske nederlag til Tyskland i 1864, hvor Danmark måtte afstå de sydligste cirka 65 km af Jylland.

- Det er tydeligvis ikke første gang, at Mads Bruun beder sine drivere smugle stude over Skodborg Å. Det har de prøvet nogle gange, og de kender også en bonde vest for Skodborg (antageligvis driver de studene over åen syd for Skibelund), som kan hjælpe med smugleriet, og som tydeligvis har prøvet det adskillige gange. Derfor kan den tyske grænse ved Skodborg Å ikke være noget helt nyt.

Baseret på den gamle drivers alder ifm. Koldinghus-branden i 1808, at den gennensnitlige levealder for danskere i det sene 1800-tal var lige under 50 år, og at det samtidig foregår nogle år efter 1864, må det antages, at historien foregår lige omkring 1870. Det er næppe meget senere, da driveren allerede i 1870 er blevet væsentligt ældre end den gennemsnitlige danske mand med hårdt fysisk arbejde den gang kunne forvente at blive.